# Адміністративний поділ Новоросійської губернії на 26 березня 1765 року

## Новоросійська губернія. 26 березня 1765 року
Поділялася на провінції
- загальна кількість провінцій — 3
- центр губернії — місто Кременчук
- список провінцій:

1. Бахмутська (з Воронезької губернії 26 березня 1765 року: Донецького та Луганського полків)
2. Катерининська (з Дніпровського, Самарського полків)
3. Єлизаветградська (з Єлизаветградського, Жовтого та Чорного полків)